# Universiteit Bielefeld
De Universiteit Bielefeld (Duits: Universität Bielefeld) is een universiteit in de Duitse stad Bielefeld, gelegen in de deelstaat Noordrijn-Westfalen.
De universiteit werd op 5 september 1969 opgericht en telt 13 faculteiten. De activiteiten van de universiteit zijn geconcentreerd op een enkele campus (zelfs bijna volledig onder een dak). De campus bevindt zich ten noordwesten van het stadscentrum van Bielefeld. In 2013 telde de instelling 19.666 studenten en 1.262 personeelsleden waarvan 294 professoren.